# Marcelo D'Andrea
Marcelo D'Andrea (Buenos Aires, 1955) è un attore argentino.

## Biografia
Nato a Buenos Aires, nel quartiere di Palermo, esordisce al cinema nel 1992 nel film La peste di Luis Puenzo tratto dall'omonimo romanzo di Albert Camus e soprattutto Yepeto, un film girato in Argentina, diretto da Eduardo Calcagno e sceneggiato da Roberto Cossa basato sulla sua omonima commedia.
Nel 2006 interpreta la parte di Andrea nel film El custodio diretto da Rodrigo Moreno.
Negli anni dieci appare ancora in diversi film: Betibú (2014) di Miguel Cohan, El incendio (2014) di Juan Schnitman e Il capitano Koblic (2015) di Sebastián Borensztein.
Prende parte anche ad alcune serie tv come Love Divina, Five Stars, Cuéntame cómo pasó e El marginal (2018).
La messinscena teatrale Los hijos se han dormido ha fatto tappa nel 2012 al Nuovo Teatro Nuovo di Napoli. Nel 2019 ha recitato Fedra di Juan Mayorga al Teatro General San Martín di Buenos Aires. Inoltre, ha vinto il Premio Florencio Sánchez 2010 per El ardor, ideato e scritto dallo stesso attore D'Andrea ed è stato più volte candidato ai Premi Ace del teatro argentini.

## Filmografia parziale

### Cinema
- La peste, regia di Luis Puenzo (1992)
- Yepeto, regia di Eduardo Calcagno (1999)
- Claim, regia di Martin Lagestee (2002)
- Potestad, regia di Luis César D'Angiolillo (2002)
- El custodio, regia di Rodrigo Moreno (2006)
- Norma Arrostito, la Gaby, regia di Luis César D'Angiolillo (2008) (non accreditato)
- El recuento de los daños, regia di Inés de Oliveira Cézar (2010)
- El Notificador, regia di Blas Eloy Martínez (2010) (non accreditato)
- Sin retorno (Sin retorno), regia di Miguel Cohan (2010)
- Nos vemos, papá, regia di Lucía Carreras (2011)
- Verdades verdaderas, la vida de Estela, regia di Nicolás Gil Lavedra (2011) (non accreditato)
- Puerta de Hierro, el exilio de Perón, regia di Víctor Laplace e Dieguillo Fernández (2012) (non accreditato)
- Betibú (Betibú), regia di Miguel Cohan (2014)
- El incendio (El incendio), regia di Juan Schnitman (2014) (non accreditato)
- El misterio de la felicidad, regia di Daniel Burman (2014)
- Il capitano Koblic (Kóblic), regia di Sebastián Borensztein (2015)
- Permitidos, regia di Ariel Winograd (2016)
- Il cittadino illustre (El ciudadano ilustre), regia di Mariano Cohn e Gastón Duprat (2016)
- Historias breves 12, registi vari (2016)
- El fútbol o yo, regia di Marcos Carnevale (2017)
- L'angelo del crimine (El ángel), regia di Luis Ortega (2018)
- Yo, mi mujer y mi mujer muerta, regia di Santi Amodeo (2019)
- Crimini di famiglia (Crímenes de familia), regia di Sebastián Schindel (2020)

### Televisione
- Tratame bien, regia di Daniel Barone – miniserie TV (2009)
- Infieles – miniserie TV (Chilevisión, 2010)
- Un año para recordar – serie TV (Telefe, 2011) (produz. Endemol)
- La dueña – film TV (Telefe, 2012) (produz. Endemol)
- Tiempos compulsivos – serie TV (Canal 13, 2012-2013)
- Combatientes – serie TV (Televisión Pública Argentina, 2013)
- Volver a casa, regia di Alberto Lecchi] – serie TV (2013)
- Signos, regia di Alejandro Barone – miniserie TV (El Trece, 2015)
- La leona – telenovela (Telefe, 2016)
- Love Divina (Divina, está en tu corazón) – telenovela, 59 puntate (El Trece, 2016)
- Five Stars (Las Estrellas) – telenovela (El Trece, 2017)
- Cuéntame cómo pasó – serie TV (Canal 7, 2017)
- El marginal – serie TV (2018)
- Santa Evita – miniserie TV (2022)

## Teatrografia parziale
- El ardor (M. D'Andrea), regia di Ricardo Holcer (2010/2011)
- Los hijos se han dormido (da Il gabbiano di Anton Čechov), regia di Daniel Veronese (2011/2013)
- Vidé/la muerte móvil (Vicente Muleiro), regia di Norman Briski (2014/2016) (nominato ai Premios ACE 2015-2016 fra le migliori opere argentine)
- Un rato con él (Julio Chaves, Camila Mansilla), regia di Daniel Barone (2017)

## Riconoscimenti
- Premios Florencio Sánchez dell'Uruguay a Marcelo D'Andrea per la Mejor actuación en Unipersonal nella messinscena teatrale El Ardor (2010).